# 수염상어과
수염상어과(Orectolobidae)는 수염상어목에 속하는 상어 과이다. 3속 12종으로 이루어져 있다. 서태평양과 동인도양의 온대와 열대 수역, 주로 오스트레일리아와 인도네시아 주변의 얕은 바다에서 발견되지만, 일본아비공(Orectolobus japonicus)만은 일본과 같은 북태평양에서 발견된다. "와비공" 또는 "웨베공"(wobbegong)이라는 단어는 서태평양에서 발견되는 상어의 입 주변에 나는 "텁수룩한 수염"을 의미하는 오스트레일리아 원주민 언어에서 유래한 것으로 알려져 있다.

## 하위 분류
- Eucrossorhinus Regan, 1908
  - Eucrossorhinus dasypogon (Bleeker, 1867)
- Orectolobus Bonaparte, 1834
  - Orectolobus floridus Last & Chidlow, 2008
  - Orectolobus halei Whitley, 1940.[2]
  - Orectolobus hutchinsi Last, Chidlow & Compagno, 2006.[3]
  - Orectolobus japonicus Regan, 1906
  - Orectolobus leptolineatus Last, Pogonoski & W. T. White, 2010
  - Orectolobus maculatus (Bonnaterre, 1788)
  - Orectolobus ornatus (De Vis, 1883)
  - Orectolobus parvimaculatus Last & Chidlow, 2008
  - Orectolobus reticulatus Last, Pogonoski & W. T. White, 2008
  - Orectolobus wardi Whitley, 1939
- Sutorectus Whitley, 1939
  - Sutorectus tentaculatus (W. K. H. Peters, 1864)
- † Eometlaouia Noubhani & Cappetta, 2002

## 같이 보기
- 수염상어목